# 立川広己画伯 薔薇図
立川広己画伯 薔薇図（たちかわひろみがはく ばらず）とは、
洋画家の立川広己により創作されたバラの花をモチーフとした絵画作品群の総称である。

## 概要
花の作家として知られる立川広己であるが、バラの花をモチーフに描かれた作品が多く発表されており、彼の代表的作品として挙げられる。
これら作品の総称を「薔薇図」という。

ただし、一単独作品名として、村田省三作「薔薇図」などの同名作品が存在するので、
立川広己 薔薇図とする。
　立川広己 薔薇図に属する作品は、「一枚の繪」などをはじめとする美術専門誌等で作品掲載紹介され続ける。

　広義な「華麗なる花々シリーズ（花シリーズ）」に属する作品群で、
主に全国のデパートや画廊で開催される個展、
及び全国各地から出展招待され続ける絵画展（総称して「立川広己画伯個展」）へ出展される。
　なお、「立川広己画伯個展」開催への美術芸術界における芸術性評価、人気、関心度から、
時折行われる開催中個展のもようのテレビ放映においては本作品群が紹介されることが多い。
また、美術専門誌記事内における、立川広己画伯個展開催が紹介される際にも、
本作品群の作品が写真付きで誌面に掲載されたり、批評講評の対象となることが多い作品群である。

## 所属作品

### 『薔薇図』作品
- 「立川広己画伯薔薇図」に属する作品
  - 『立川広己画伯 薔薇図』に属する作品として、以下のような代表的作品が個展や絵画展等で発表されている。

「赤盛花」「朝・華」
「華麗なる花々」「黄薔薇」[31]

「情熱の花」「情熱の薔薇」[31]

「花のアレンジメント」「薔薇」（油絵 F4号[32]）

「パープルの光」[33]

等の作品が属する。[14][15][22][24][27][28][30]

### 融合的作品
- また、薔薇図とJAZZシリーズとの融合的作品には、以下のような代表的作品が発表されている。
  - 美術専門誌、月刊 一枚の繪 2019年（令和元年）6・7月号、132頁にて掲載紹介された「ジャズと赤バラ」のような作品も発表されている。

- さらに、薔薇図と風景画との融合的作品には、以下のような代表的作品が発表されている。
  - 「花の乱」「花の乱舞」「横浜開港記念と赤いバラ」
などの作品が属する。

## 公募展入賞・受賞作品
- 公募展入賞・受賞作品「深紅の薔薇」
  - 1991年（平成3年）現代精鋭選抜展記念大会にて、「立川広己画伯 薔薇図」に属する
立川広己作「深紅の薔薇」F10号が、金賞を受賞した。
この受賞が契機となり、立川広己の描く「華麗なる花々シリーズ（花シリーズ）」
に属するバラの一連の作品グループ「薔薇図」が、
立川広己を代表する人気作品群のひとつとなる。
立川広己画伯個展出展作品の中核の一角をなす。[24][1]

## 薔薇図所属作品と出展個展絵画展等
- 『薔薇図』の代表的作品
  - 『薔薇図』の代表的作品と、出展先立川広己画伯個展。
    - 「赤い盛花」
      - 2006年（平成18年）1月18日～1月21日　府中伊勢丹（伊勢丹府中店）7階特設会場 絵画展[38]
      - 2006年（平成18年）3月24日（金）～3月26日（日） 東京国際フォーラムB1ロビーギャラリー。
一枚の繪 アートフェスタ in 東京フォーラム（一枚の絵国際フォーラム絵画展）[39]
      - 2007年（平成19年）3月15日（木）～3月18日（日）東京フォーラム B1ロビーギャラリーにて、
一枚の繪 第2回 アートフェスタ in 東京フォーラム。本作品（油彩）F4 出展。[40]
      - 2007年（平成19年）4月19日（木）～4月23日（月）新潟伊勢丹7階 アートホール。
―大家・巨匠から人気作家まで300点― 百万人の美術市。立川広己―華麗なる花々―。[41]
      - 2007年（平成19年）5月8日（火）～5月14日（月）ショッパーズプラザ新浦安 1階プラザイベントホールにて、
「一枚の繪絵画展」。人気作家の新作洋画を多数集め、新浦安で開催された絵画展。[42]
      - 2007年（平成19年）6月20日（水）～6月26日（火）、髙島屋大阪店 7階 特設会場。
一枚の繪 夏のアートマーケット。立川広己 ―華麗なる花々―。[43]
      - 2007年（平成19年）11月14日（水）～11月20日（火) 鳥取県米子市、
米子しんまち天満屋 5階てんまやホール「第18回百万人の洋画市」。[44]
      - 2008年（平成20年）11月13日（木）～11月17日（月）長崎県佐世保市、
トゥインクル西沢、8階催事場にて。佐世保絵画展。本作品F6号 出展。[45]
      - 2008年（平成20年）11月28日（金）～12月1日（月）富山県高岡市、
高岡商工ビル2階大ホールにて。「第25回、一枚の繪高岡絵画展」。本作品F6号 出展。[46]

    - 「赤い盛り花」
      - 2007年（平成19年）2月8日（木）～2月13日（火）横浜市港南区・上大岡、京急百貨店7階 催事場 にて開催、絵画展、
第8回 一枚の繪 絵画展 ―巨匠から新鋭まで300点を展示―。
尚、本絵画展招待出席画家として立川広己以外にも、
村田省蔵が、作品「湘南好日」の他、作品「薔薇図」等を出展、自らも出席した。[47]
      - 2008年（平成20年）10月28日（火）～11月3日（月・祝）岡山市、
天満屋岡山店6階 葦川会館。第49回 百万人の洋画市。本作品F6号を出展。[48]

    - 「赤い花の盛り花」
      - 2009年（平成21年）7月24日（金）～7月26日（日）山梨県、
甲府市総合市民会館 1階 多目的ホールにて。
株式会社柳正堂書店主催、「第31回 一枚の繪 甲府絵画7人展」。本作品F8 を出展。[49]

    - 「赤盛花」
      - 2006年（平成18年）1月18日～1月21日　府中伊勢丹（伊勢丹府中店）7階特設会場 絵画展[38]
      - 2006年（平成18年）3月24日（金）～3月26日（日） 東京国際フォーラムB1ロビーギャラリー。
一枚の繪 アートフェスタ in 東京フォーラム（一枚の絵国際フォーラム絵画展）F4号[50][51]

    - 「思い出に花を添えて」
      - 2006年（平成18年）2月23日（木）～2月26日（日）東武特選絵画展。東京・池袋東武絵画展。[52]

    - 「華麗なる花々」
      - 2008年（平成20年）2月17日（日）～2月20日（水） 宮城県仙台市、
藤崎本館 7階 催事場にて。第3回一枚の繪 春のアートカーニバル。
出席画家は、精鋭選抜展覧金賞受賞作家として、立川広己画伯はじめ計3名画家が招待出展。[53]

    - 「薔薇」（油絵・キャンバス・F4号[54]）
- 融合的代表的作品
  - 薔薇図と風景画との融合的代表的作品と、出展先立川広己画伯個展。 
    - 「横浜開港記念と赤いバラ」
      - 2006年（平成18年）8月16日（水）～8月21日（月）、横浜高島屋8階催会場にて開催、絵画展、横浜アートマーケット「横浜・湘南を描く」[55]

  - 薔薇図と人物画との融合的代表的作品。 
    - 「花の輪廻」
      - 画面サイズ 32×23 技法 油彩・アクリル[56]